# 22758 Лемп
22758 Лемп (22758 Lemp) — астероїд головного поясу, відкритий 21 листопада 1998 року.
Тіссеранів параметр щодо Юпітера — 3,581.